# Təvəkkül Bayramov
Təvəkkül Bayramov –también escrito como Tavakgül Bayramov– (27 de junio de 1981) es un deportista azerbaiyano que compitió en taekwondo. Ganó dos medallas en el Campeonato Mundial de Taekwondo en los años 2003 y 2007, y tres medallas en el Campeonato Europeo de Taekwondo entre los años 2004 y 2010.

## Palmarés internacional
| Campeonato Mundial | Campeonato Mundial                | Campeonato Mundial | Campeonato Mundial |
| Año                | Lugar                             | Medalla            | Categoría          |
| ------------------ | --------------------------------- | ------------------ | ------------------ |
| 2003               | Garmisch-Partenkirchen (Alemania) | Medalla de bronce  | –84 kg             |
| 2007               | Pekín (China)                     | Medalla de plata   | –84 kg             |
| Campeonato Europeo |                                   |                    |                    |
| Año                | Lugar                             | Medalla            | Categoría          |
| 2004               | Lillehammer (Noruega)             | Medalla de bronce  | –84 kg             |
| 2006               | Bonn (Alemania)                   | Medalla de bronce  | –84 kg             |
| 2010               | San Petersburgo (Rusia)           | Medalla de oro     | +87 kg             |